# Манефон
Манефон (дав.-гр. Μανέθων; лат. Manetho), точніше Манетон з Себенніта — давньоєгипетський історик і жрець з міста Себенніт в єгипетській Дельті, що жив за часів правління в Єгипті елліністичної династії Птолемеїв, в кінці IV – першій половині III ст. до н. е.

## Життя та діяльність
Хоча до наших днів не збереглося багатьох відомостей про життя Манефона, імовірно, він жив і творив (за Василь Струве) в часи Птолемея I Сотера (323, формально 305-283 до н. е.) і Птолемея II Філадельфа (285-246 до н. е.). Якщо ж враховувати і згадку про Манефона в документі 240/241 до н. е., то він міг продовжувати свою діяльність і за правління Птолемея III Евергета (246-222 до н. е.).
Хоча Манефон був єгиптянином і займався єгипетською історією, писав він грецькою мовою. Манефону, крім відомої «Історії Єгипту», іноді приписують такі твори, які також не дійшли до нашого часу:
- «Священна книга»,
- «Епітоми (скорочені виписки) з фізики»  (Φυσικών ἐπιτομή),
- «Про свята»  (Περί ἑορτών),
- «Про старожитності і благочесті»  (Περί αρχαϊσμού και ευσεβείας),
- «Про виробництво кіфи» ,
- «Проти Геродота»  (Τά πρός Ἡροδότου),
- «Книга Сотіс»
- Астрологічний твір в 6 книгах  «Апотелесматіка»  (Ἀποτελεσματικά).

Ймовірно, Манефон був жерцем (ἱερογραμμᾰτεύς) бога Ра в Геліополі. Збереглися згадки, що Манефон був одним з головних засновників і перших служителів культу Серапіса (синкретичного елліністичного божества, що з'єднував Осіріса і Апіса).

## Історія Єгипту
Манефон є єдиним відомим нам давньоєгипетськими автором, що склав повноцінну історичну працю з історії Стародавнього Єгипту —  «Історію Єгипту»  («Егіптіку», «Αἰγυπτιακά») в трьох книгах. Твір Манефона прийнято вважати історичним в сучасному сенсі слова (на відміну від більш ранніх історичних літописів Стародавнього Єгипту типу «Анналів Тутмоса III», які не робили висновків чи умовиводів, а всього лише констатували події), написаним за зразком «Історії» Геродота.
«Історія Єгипту», що збереглася до нашого часу лише в цитатах інших стародавніх авторів — Йосипа Флавія, Секста Іулія Африкана, Євсевія Кесарійського, Іоанна Малали, Георгія Синкелла та інших, є дуже цінним джерелом для єгиптологів, на який часто посилаються в питаннях коригування хронології правління фараонів.
Серед інших заслуг цієї праці слід зазначити, що в ній вперше вся історія Стародавнього Єгипту була розділена на періоди Давнього, Середнього і Нового царств (що відповідає 1-му, 2-му і 3-му томам «Історії Єгипту» Манефона). Хоча поділ Манефоном історії Єгипту був вельми умовним (оскільки він включав в кожен період по 10 династій фараонів без урахування конкретних історичних тенденцій і реалій), але в ледь видозміненому вигляді ця традиція збереглася і до нашого часу. Крім того, саме поняття «давньоєгипетська династія» було введено Манефоном для позначення ряду правителів, які правили послідовно і хто перебував у родинних стосунках.
Історію Єгипту Манефон починає з Гефеста - першого бога і людини. Його нащадками були Геліос, Крон і брати Осіріс і Тифон. Їм наслідував Гор. Потім правили напівбоги, духи і смертні. Всіх фараонів, починаючи з Менеса, Манефон розділив на 30 династій. Цим поділом єгиптологи користуються і нині.
Сучасні дослідники не завжди довіряють джерелами, що цитують Манефона (зокрема, в питаннях про діяльність Озарсіфа і про тривалість правління гіксосів), проте все ж вважається, що жрець-історик користувався достовірними староєгипетськими джерелами з царських і храмових архівів, зокрема, царськими списками.
Англійський єгиптолог Фліндерс Петрі писав про працю Манефона:
 "Це твір був в його оригінальній формі найвищою мірою авторитетним. Складений за часів діяльного покровителя вченості - Птолемея Філадельфоса - і цілком можливо для великої бібліотеки, яку він створював, і написаний єгипетським жерцем, який знав, як використовувати всі документи, що дійшли до його днів, він має найсильніші зовнішні домагання на довіру. Ми знаємо навіть з фрагментів, що дісталися нашого часу, якими ґрунтовними і систематичними були єгипетські записи: хроніка усіх років і правлінь перших п'яти династій не має собі рівних ні в якій країні, і фрагмент її в Палермо показує, який в таку ранню епоху існував систематичний запис; в той час як пізніший Туринський папірус XVIII династії, або до неї, даючи час правління кожного короля з підсумовуванням в інтервалах, показує, що та ж сама схильність до точного обчислення зберігалася і в пізніші часи. Саме тоді були створені копії тих робіт, на які міг посилатися Манефон при складанні своєї історії для грецького світу".

## Манефон про євреїв
Манефон прямо про євреїв не говорить, проте згадує, що після вигнання з Єгипту гіксоси закріпилися в Юдеї і заснували Єрусалим. Крім того, єгипетський фараон зібрав прокажених і виселив їх на північний схід Єгипту, де вони підпали під вплив  геліопольского жерця Озарсіфа (служителя Осіріса), який загітував їх тікати в Юдею.

## Спадщина
Відомості про Манефона і його твори дійшли до нас через посередництво стародавньої і середньовічної літератури на різних мовах (грецькій, латинській, вірменській, сирійській, арабській, давньоруській, грузинській, санскриті). Ці матеріали досить докладно досліджені відносно грецької і латинської традиції, і більшої частини вірменської. Але до цих пір залишаються абсолютно не дослідженими відомості про Манефона в інших східних християнських і мусульманських письменників.

### Антична грецько-латинська традиція
Твори історика Манефона відбилися у античних авторів, які писали на грецькій мові: (бл. 45 - 127) Плутарх Херонейський, Птолемей Мендесський, Апіон Оасійський (народ. бл. 30 до н. е.), Херемон Олександрійський (I ст.), Манефон астролог (I-II ст.), Порфірій (бл. 234-303), Іамбліх Халкісскій (бл. 250-330), Діоген Лаертський (1-ша пол. III в). Компіляціями з Манефона на грецькій мові користувалися в своїх працях Ератосфен Киренський (III ст. до н. е.), Йосип Флавій (37 - після 100) і Клавдій Еліан (бл. 170 - після 222).
Компіляцією з відомостями з Манефона користувався також Публій Корнелій Тацит (бл. 58 - 117), що писав латинською мовою.
Яка частина відомостей про Стародавній Єгипет в творах Гекатея Абдерського (IV-III ст. до н. е.), Діодора Сицилійського(Бл. 90 - 21 до н. е. ), Марка Теренція Варрона Реатінского (116 - 27 до н. е.), Гая Плінія Старшого (23 - 79) належить до традиції Манефона - залишається предметом дискусій.

### Християнська традиція
Пізніше «Єгіптіаку» Манефона, через хронологічні вибірки з неї, використовували багато разів пізньоантичні і середньовічні літописці для своїх хронологий. З них найбільш важливі Секст Іулій Африкан (II-III ст.), Теофіл Антіохійський (II ст.), Євсебія Памфіл Кесарейський (бл. 263-339), Іоанн Малала (бл. 491-578), автор  «Великодньої хроніки» (VII ст.), Георгій Сінкелл (VIII-IX ст.) та інші, які писали на грецькому;
Ієронім (бл. 342-420.), Автор «Excerpta latina barbari», Іоанн Анній Вітербенский (XIV в.) і інші - латинською (бл. VI ст.);
Мойсей Хоренський (V ст.), Перекладач хроніки Евсебія (VI ст.), Самуїл Анійський (XI ст.) і деякі інші хроністи — вірменською мовою.

### Сирійською мовою
Ілля Насібінский (1008-1048), Михайло Сирієць (XII-XIII ст.), Григорій Іоанн Баргебрей (1226-1286) і ін. хроністи— сирійською мовою користуються (крім Африкана і Евсебія) третьою хронологічною канвою Манефона, яка ведеться з грецького хроніста Андроніка.

### Грузинською мовою
Є також давньогрузинські переклади грецьких хронік (Іоанна Малали, Георгія Амартола) з витягами з Манефона.

### Пізня латинська традиція
В західноєвропейських хроніках також містяться відомості, які ведуться з Манефона (через латинський переклад «Хроніки» Євсевія Кесарійського, зроблений Ієронімом Стридонським). Короткі витяги з Манефона латинською мовою розкидані по творах деяких європейських письменників - в 1 кн. «Історії франків» Григорія Турського (539-594), в «Загальній хроніці» Еккехард з Аури (XII ст.) і ін. Найбільш повно передає відомості Манефона Іоанн Анній Вітербський)(лат. Joannes Annius Viterb(i)ensis) (1432–1502).

### Слов’янськими мовами
В давньоруських перекладах пізніх грецьких хронік (Іоанна Малали, Георгія Синкелла та інших), в російських хронографах та інших творах маються витяги з Манефона. З них в основному видані джерела, що містять уривки з Іоанна Малала (тобто з 1-й книги «Егіптіакі»).
У «Хроніці всього світу» Мартіна Бєльського (1494-1575) маються витяги з Манефона польською мовою.

### Арабською мовою
Ранній арабський переклад Манефона (IX в.) ведеться в основному з грецької традиції Евсебія (відображає 2-ю і 3-ю книги «Егіптіакі») і переказується більш ніж десятком знаменитих східних літописців: Агапій Гієрапольский (пом. після 941.), Якуби (пом. 897/905.), Аль-Масуді (пом. 965), Біруні (973–1048), Якут (1178–1229), Ібн аль-Асир (пом. 1233), Макрізі (1364–1442) та багато інших.

### Санскритом
Тільки астрологічна традиція про Манефона (перекладення «Апотелесматікі» III або IV ст.) збереглася на санскриті.